# Lh
Lh（小寫：lh）是澳洲原住民口語拼音和邵語等之語言的二合字母。
- 在許多美洲原住民語言中它表示清齒齦邊擦音，[ɬ]。
- 澳洲原住民口語拼音裡它表示齒齦邊音，[l̪]。
- 於邵語，lh為一個單獨的二合字母，代表着輔音清齒齦邊擦音/ɬ/。[1]

## 參看
- Hl